# ヴィドマンタス・ジエメリス
ヴィドマンタス・ジエメリス（Vidmantas Žiemelis、1950年12月4日 - ）は、リトアニアの政治家。1990年、ソ連からの独立回復宣言書に署名した者の一人。国会議員で、内務大臣を務めた経験を持つ。

## 経歴
1977年、ヴィリニュス大学法学部卒業。1976年から1989年まではソ連共産党に所属していた。
1992年より国会議員。1993年より祖国同盟党員。1996年から1998年まで内務大臣を務めた。1999年に祖国同盟を離党し、祖国人民党に所属。祖国人民党は2001年に他党と合併しリトアニア右派連合 (LDS) を結成したため、ジエメリスは右派連合に所属した。右派連合では2002年から党首を務めた。2003年に右派連合が祖国同盟に合流すると、ジエメリスも祖国同盟に復帰。その後2010年に離党し、キリスト教党に所属した。2013年、キリスト教党が労働党に合流したため、ジエメリスは労働党員となった。

## 政策
2012年に原発新設の是非を問うリトアニアの国民投票を提案した政治家の1人。